# فرار (فیلم کره جنوبی ۲۰۲۴)
فرار (انگلیسی: Escape؛ کره‌ای: 탈주) فیلم اکشن دلهره‌آور محصول سال ۲۰۲۴ کره جنوبی به کارگردانی لی جونگ پیل و با بازی لی جه هون، کو کیو هوان و هونگ سا بین است. این فیلم داستان فرار و تعقیب و گریز خطرناک لیم گیو نام، سرباز کره شمالی که رؤیای زندگی در آن سوی حصار سیم خاردار را در سر می‌پروراند و هیون سانگ، افسر امنیتی دولتی کره شمالی که باید او را متوقف کند را به تصویر می‌کشد. این فیلم در ۳ ژوئیه ۲۰۲۴ منتشر شد.